# Sandy Coast
Sandy Coast fue una banda de rock holandesa liderada por Hans Vermeulen (1947-2017); tuvieron éxito a fines de los años sesenta y principios de los setenta. Los éxitos más grandes de la banda incluyen Just a Friend y True Love (That's a Wonder) en los Países Bajos.

## Biografía

### 1961-1974; años de éxito
Vermeulen formó la banda en 1961 como Sandy Coast Skiffle Group; se unió su hermano de bajo Jan (1945-1999) y por su insistencia se convirtieron en Sandy Coast Rockers. El nombre finalmente se abrevió como Sandy Coast. Actuaron en centros comunitarios y concursos de talentos; en 1965 ganaron un contrato discográfico en Negram y lanzaron su primer single, Being in love. Su cuarto sencillo, una versión de "We will Meet Again" de Vera Lynn  les dio su primer éxito de las listas. Sandy Coast pronto cambió el beat por el rock psicodélico. El mismo año que Sandy Coast firmó con Page One grabaron tres sencillos más su tercer álbum Shipwreck que no pudo ser tan exitoso como su predecesor From the workshop. En 1971 firmaron con Polydor y lanzaron True Love (That's a Wonder) y Just a Friend . Durante este período, la banda estaba compuesta por cinco integrantes: el pianista Ron Westerbeek, el baterista de larga data Onno Bevoort y el exbajista de Livin 'Blues Henk Smitskamp (Jan Vermeulen cambió temporalmente a guitarra rítmica); este último pronto partió para unirse a Shocking Blue. 
El éxito continuó con Just two little creatures y Summertrain en 1972, y Blackboard jungle lady en 1973. Sería su último éxito durante los próximos dos años, ya que Sandy Coast se disolvió en 1974.

### 1975-1979; proyectos en solitario
Bevoort y Westerbeek formaron la banda Water; Vermeulen y su hermano continuaron en Rainbow Train durante el resto de la década. Colaboró con la exalumna Anita Meyer en su single debut en solitario de 1976, The Alternative Way, que se convirtió en un éxito número uno en la lista de los 40 principales holandeses. Vermeulen continuó escribiendo y produciendo para otros artistas.

### 1980-1990; reencuentros
Sandy Coast se reformó el 13 de junio de 1980 para el Haagse Beatnach, un espectáculo de renacimiento de los años sesenta con bandas de La Haya y sus alrededores. Interpretaron una nueva canción, The eyes of Jenny, que los volvió a colocar en las listas en 1981. A continuación, un álbum, Terreno, incluyó una versión con sabor a reggae de Capital Punishment. 
Otros éxitos también fueron grabados para Rendez-vous de 1988; la banda ocasionalmente actuaba en shows oldie exceptuando a Bevoort. 

### 1994-presente; últimos años de Hans Vermeulen y homenajes
Los triunfos de Vermeulen como productor y compositor continuaron hasta principios de la década de 1990. Se mudó a Tailandia. Murió repentinamente en noviembre de 2017.
En febrero de 2018 se lanzó  Subject of my thoughts, un CD-box que contiene todos los álbumes de Sandy Coast y Rainbow Train, además de temas que no aparecieron en álbumes y los esfuerzos en solitario de Vermeulen.

## Sencillos
- "Capital Punishment" (1969) No. 11 NL
- "Just a Friend" (1971) No. 9 NL
- "True Love That's A Wonder" (1972) No. 2 NL[4]
- "Summertrain" (1972) No. 7 NL